# Slacktivismus
Pojem slacktivismus (anglicky: slacktivism) vyjadřuje uspokojení člověka pouhým „lajkováním“ na sociálních sítích, kdy jeho aktivita („lajk“) nemá žádný reálný politický či sociální dopad, ale přesto má člověk dobrý pocit. Sdílení nebo lajkování probíhá především na Facebooku a Twitteru. Lidé tak vyjadřují znepokojení ohledně společenských a politických témat nebo tímto způsobem vyjadřují podporu. Ve skutečnosti ale touto aktivitou ničeho konkrétního nedosahují a vynakládají jen velmi malé úsilí. 
Slacktivismus zahrnuje například podepisování internetových petic nebo přidávání se do skupin a k organizacím na sociálních sítích bez podílu na jejich fungování.  
Přestože je slacktivismus spojován s většinou aktivit odehrávajících se na internetu, musíme z tohoto fenoménu vyloučit online činnosti vyžadující větší míru úsilí, například internetové hackování. Bývá většinově použit v negativním smyslu.

## Použití
Slovo slacktivismus vzniklo spojením anglických slov „slacker“ (česky: flákač/ulejvák) a "activism" (česky: aktivismus). Poprvé ho použili Fred Clark a Dwight Ozard v roce 1995 jako zkrácení ustáleného slovního spojení „slacker activism“, který odkazoval na drobné činnosti vykonávané mladými lidmi, které mají potenciál ovlivnit společnost pouze v malém měřítku, např. vysazování stromů. V jejich použití měl termín pozitivní význam.
Později výraz použil Monty Phan, novinář newyorského deníku Newsday, v roce 2001 v názvu článku "On the Net, 'Slacktivism'/Do-Gooders Flood In-Boxes".
V roce 2002 se pojem objevil v deníku The New York Times v článku autora Barnabyho Federa, „They Weren't Careful What They Hoped For“, kde autor odkazoval na Barbaru Mikkelsonovou, která popsala slacktivismus jako touhu lidí udělat něco prospěšného bez zvednutí se z židle.
Dále se termín vyskytl v knize Evgenyho Morozova Net Delusion: The Dark Side of Internet Freedom, která byla vydána v roce 2011. Morozov spojuje pojem slacktivismus s experimentem „Stork Fountain Experiment #1: Why Facebook groups are not democratic tools“, který proběhl v roce 2009, kdy dánský psycholog Anders Colding-Jørgensen vytvořil fiktivní skupinu na sociální síti Facebook, která již během prvního dne získala 125 členů. Na dané skupině zveřejnil fiktivní oznámení tvrdící, že představitelé hlavního města Kodaň plánují zdemolovat historickou Čapí fontánu. Po vydaném oznámení počet členů této skupiny začal ohromující rychlostí stoupat, až dosáhl 27 500 členů během prvních dvou týdnů. Morozov poukazuje na tento experiment především proto, že se domnívá, že experiment odhaluje klíčový prvek slacktivismu, kterým je, že čím nižší jsou nároky na zapojení se, tím více lidí se „zapojí“.
Clay Shirky, profesor na newyorské univerzitě, charakterizoval slacktivismus jako „směšně jednoduché tvoření skupin“.
Václav Štětka a Jaromír Mazák z Fakulty sociálních věd Univerzity Karlovy v roce 2014 publikovali článek o vztahu mezi online a offline participací v parlamentních volbách v roce 2013. Tento rok se považuje za přelomový pro významnější participaci sociálních médií v politickém rozhodování v souvislosti s kampaní kandidáta Karla Schwarzenberga. Tato kampaň mobilizovala příznivce především prostřednictvím Facebooku.
Online participace byla měřena pomocí vybraných aktivit, jako je lajkování a komentování příspěvků s volebním tématem, sdílení příspěvků politiků, či zapojení se do diskusí na diskusních fórech. Tradiční politická účast byla měřena pěti obvyklými indikátory, mezi které patří podpisy petic, účast na předvolebních shromážděních, účasti na veřejných setkáních v rámci místních komunit, zapojení se do aktivit místního klubu, či organizace a diskutování o politice offline. 
Výsledky výzkumů zjistily korelaci mezi tradičními offline formami účasti a online politickou participací. Nepotvrdil se tedy předpoklad, že lidé podílející se na online participaci, nemají čas či motivaci být součástí participace přímé. Výzkumy naopak dokázaly, že u těch, kdo byli online politicky aktivní, je větší pravděpodobnost, že se dostaví k volbám.

## Kritika
Slacktivismus bývá často kritizován především proto, že po online aktivitách nenásledují skutečné (offline) aktivity a zároveň lidé, kteří by se za normálních okolností zapojili do reálné činnosti (demonstrace, stávky, atd.), volí pouze online participaci a považují ji za dostatečnou.
Příznivci slacktivismu jsou v očích veřejnosti viděni jako ti, kteří si nechtějí „ušpinit ruce“, jelikož jejich zapojení nevyjadřuje téměř žádnou snahu a často se účastní pouze proto, aby zapůsobili na své sledovatele na sociálních sítích.
Studie se většinou zaměřují na jeden konkrétní případ či kampaň, je proto těžké vyjádřit přesné procento slaktivistických aktivit, které dosáhly svého cíle.
Reklamní série "Liking Is Not Helping", kterou vytvořila mezinárodní reklamní společnost Publicis Singapose pro reliéfní organizaci Crisis Relief Singapore (CRS), je jedním z příkladů kampaní proti slaktivismu. Kampaň zveřejňovala snímky lidí v nouzi obklopené dalšími lidmi se zdviženým palcem doplněné o nápis „Lajkování nepomáhá”.

## Příklady

### Kony 2012
V březnu 2012 bylo na webové stránce YouTube zveřejněno půlhodinové video Kony 2012. Během prvního týdne video zhlédlo 100 milionů lidí a objevilo se přibližně v 5 milionech „tweetů“ na sociální síti Twitter. Bylo vytvořeno humanitární organizací Invisible Children, která je opozicí ugandské partyzánské skupiny Boží armáda odporu (LRA), jejíž je Joseph Kony vůdcem. LRA je známá pácháním trestných činů proti civilistům. Cílem kampaně bylo dostat jméno, podobu a činy, které Joseph Kony koná, do povědomí lidí. Celá kampaň měla vyvrcholit v dubnu 2012 jako takzvaná „Cover the Night“, kdy lidé po celém světě měli vyjít do ulic a vyvěsit plakáty. Na základě popularity videa na sociálních sítích byla očekávána velká účast, která ovšem daná očekávání nenaplnila.

### FreeRice
Dosud nejúspěšnější slacktivistickou kampaní je kampaň FreeRice Světového potravinového programu (WFP), který spadá pod Organizaci spojených národů. Internetová aplikace FreeRice.com byla spuštěna již v roce 2007 a běží dodnes. Návštěvníci stránky se mohou zdarma věnovat výuce angličtiny prostřednictvím her, kde za každou správně zodpovězenou odpověď věnuje WFP 10 gramů rýže do rozvojových zemí. Během her je uživatel vystaven reklamě, díky které může celý projekt fungovat.

### Kampaň #BringBackOurGirls
Jako reakce na únos nigerijských školaček z internátní školy v Chiboku v dubnu 2014, k němuž se přihlásila islamistická skupina Boko Haram, se na Twitteru začal šířit hashtag #BringBackOurGirls vyzývající k jejich propuštění. První, kdo tento hashtag použil, byla losangeleská režisérka Ramaa Mosley, přidala se i tehdejší první dáma Spojených států Michelle Obamová. Poté, co ani po několika měsících nebyl zaznamenán pozitivní dopad kampaně, byla některými kritiky označena za slaktivismus. 